# سكوت ستيوارت
سكوت ستيوارت هو لاعب اتحاد الرغبي كندي، ولد في 16 يناير 1969 في فانكوفر في كندا.